# Bruno Mars
Vous lisez un « bon article » labellisé en 2011.
Pour les articles homonymes, voir Mars.
Peter Gene Hernandez, dit Bruno Mars, né le 8 octobre 1985 à Honolulu, dans l'État de Hawaï aux États-Unis, est un auteur-compositeur-interprète, musicien, danseur-chorégraphe, directeur artistique, producteur, réalisateur, styliste et homme d’affaires américain.
Il grandit dans une famille de musiciens et fait ses débuts dans la musique en produisant d'autres artistes, au travers de l'équipe de production The Smeezingtons avec Philip Lawrence et Ari Levine. Il est connu pour ses jeux de scène, pour sa mise en scène rétro et pour ses oeuvres d'une grande variété de styles musicaux, notamment le RnB, le funk, la pop, la soul, le reggae, le hip hop et le rock. Bruno Mars est accompagné de son groupe, The Hooligans, qui joue de nombreux instruments, tels que la guitare électrique, la basse, le piano, les claviers, la batterie et les cuivres et joue également des rôles de danseurs.
Il se fait connaître avec le titre Nothin' on You de B.o.B, puis Billionaire de Travie McCoy, avant la sortie mondiale de son premier album Doo-Wops and Hooligans en 2010. Il coécrit également de nombreux titres dont Right Round de Flo Rida, Wavin' Flag de K'naan ou Fuck You! de Cee Lo Green. En 2012, son deuxième album Unorthodox Jukebox (2012) est numéro un aux États-Unis, en Australie, au Canada, en Suisse et au Royaume-Uni, remportant un Grammy Awards du meilleur album vocal pop. Il contient les chansons Locked Out of Heaven, When I Was Your Man et Treasure, qui sont des succès internationaux. Le premier a remporté un Grammy Award pour la meilleure performance vocale pop masculine. En 2011, Mars a enregistré le single It Will Rain pour le film The Twilight Saga: Breaking Dawn - Part 1 (2011). En 2014, il intervient sur le morceau Uptown Funk de Mark Ronson. Deux ans plus tard, il sort son troisième album intitulé 24K Magic, axé sur le R & B. Le disque a fait ses débuts au numéro deux aux États-Unis, au Canada, en France et en Nouvelle-Zélande et a reçu sept Grammy Awards, remportant les principales catégories de l'album de l'année, du disque de l'année et de la chanson de l'année.
La musique de Bruno Mars mélange différents styles musicaux. Il travaille avec des artistes aux genres musicaux variés ; ces collaborations se retrouvent dans sa propre musique. Enfant, il est très influencé par des artistes comme Elvis Presley, James Brown et Michael Jackson. Bruno Mars s'inspire également du reggae et des sons de la Motown.
Bruno Mars a vendu plus de 200 millions de disques dans le monde entier, ce qui en fait l'un des artistes ayant vendu le plus de disques de tous les temps. Il a classé huit singles numéro un au Billboard Hot 100 depuis le début de sa carrière en 2010, ses cinq premiers singles se classant n°1 plus rapidement que n'importe quel artiste masculin depuis Elvis Presley. En tant que compositeur, il a été inclus dans Music Week et dans le magazine Billboard comme l'un des meilleurs auteurs-compositeurs de 2011 et 2013. Mars est le deuxième artiste le plus récompensé de la décennie 2010 avec 145 récompenses dont 16 Grammy Awards, 3 Brit Awards, 9 American Music Awards, 10 Soul Train Awards et il détient trois Guinness World Records. Il est apparu dans la liste des 100 personnalités les plus influentes au monde en 2011 dans le magazine Time, des 30 moins de 30 ans en 2013 et des célébrités les plus puissantes au monde en 2014 du magazine Forbes, et dans Celebrity 100 en 2018 et 2019.
Il est aujourd’hui l’un des seuls artistes, avec Beyoncé et Justin Timberlake, à s’être produit 2 fois lors de la mi-temps du Super Bowl.
Depuis 2021, il est membre du duo musical Silk Sonic, avec Anderson .Paak.

## Biographie

### Famille et enfance
Né le 8 octobre 1985 à Honolulu, Peter Gene Hernandez est le fils de Peter Hernandez et Bernadette San Pedro Bayot,. Il a un frère Eric et quatre sœurs Jaime, Tiara, Tahiti et Presley. Peter est élevé dans le quartier de Waikiki à Honolulu, dans l'archipel de Hawaï, dans une famille où la musique tient une place importante.
Ses ancêtres sont d'origine portoricaine, philippine et espagnole,,,. Son père, à moitié portoricain et à moitié juif, est originaire de Brooklyn à New York. Mars a déclaré que ses ancêtres juifs venaient de Hongrie et d'Ukraine,,. Sa mère d'ascendance philippine et espagnole,, émigre enfant des Philippines vers Hawaï et son père déménage de Brooklyn vers Hawaï. Ses parents se rencontrent lors d'un spectacle où la mère de Peter est danseuse de hula, tandis que son père joue des percussions,.
À deux ans, Peter Hernandez est surnommé « Bruno » par son père, car il ressemble au catcheur Bruno Sammartino. Dans sa jeunesse, il baigne dans des univers différents, tels que le reggae, le rock, le hip-hop, et le R&B,, sous l'influence initiale de son père, sa mère et son oncle, qui dansent, chantent, imitent ou jouent de plusieurs instruments,,. Tout petit, il interprète les chansons d'artistes tels que Elvis Presley, Michael et Janet Jackson, The Isley Brothers et The Temptations.

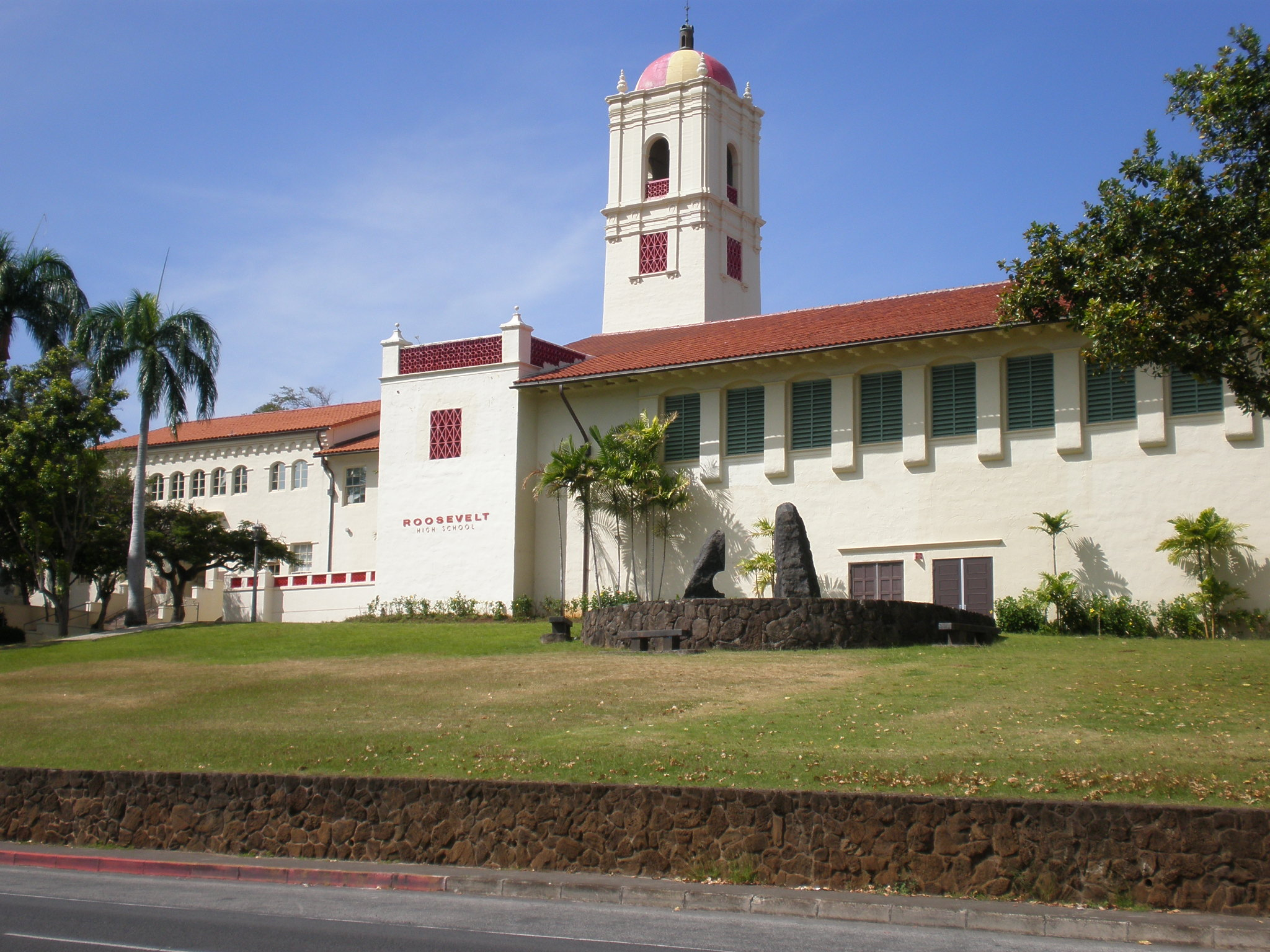
Le lycée Theodore Roosevelt où Peter Hernandez a fait sa scolarité.

En 1990, Hernandez est surnommé « Little Elvis » par le journal local MidWeek, lui permettant de faire un caméo dans le film Lune de miel à Las Vegas en 1992,. Plus tard, il explique être influencé par la musique d'Elvis Presley des années 1950 : « Je m'inspire des meilleurs. Je suis un grand fan d'Elvis. Je suis un grand fan du Elvis des années 1950 quand il allait sur scène et faisait peur aux gens par sa force et que les filles devenaient folles ! On peut dire les mêmes choses pour Prince ou The Police. Ce sont des gars qui savent que les gens sont là pour voir du spectacle, donc je regarde ces gars et j'adore les étudier parce que je suis un fan »,.
En 1997, ses parents se séparent alors qu'il a douze ans, ce qui met ainsi fin au groupe The Love Notes et fait sombrer la famille dans la misère la plus totale. Bruno comme ses frères et sœurs vont alors vivre avec leur père dans une voiture, sur des toits d’immeubles ou encore dans un zoo abandonné ; ils n’arrêtent pas la musique pour autant,. En 2003, après avoir connu des années de « galère » et de harcèlement scolaire, Bruno finit sa scolarité au lycée Theodore Roosevelt, puis le jeune musicien déménage pour Los Angeles, en Californie pour poursuivre une carrière musicale,. Il adopte alors son nom de scène avec le surnom que son père lui donne enfant en ajoutant « Mars » à la fin, faisant référence à la planète, car il dit aux filles à cette époque-là qu'il vient de la planète Mars.

### Carrière
À dix-huit ans, Bruno Mars arrive à Los Angeles où sa sœur Jamie le rejoint pour l'aider à prendre contact avec un label discographique. Il participe au casting de la célèbre émission American Idol et n’accède pas aux auditions, jugé sans identité artistique. Il envoie alors à différents labels une démonstration « très, très merdique », parvenant tout de même à signer un contrat avec le label Motown Records. Bruno Mars n'a alors aucune expérience ni en écriture ni en composition, et la collaboration avec le label ne fonctionne pas. En 2012, au magazine Billboard, il explique que plusieurs présidents de maisons de disques ont refusé de produire Mars, car il n'avait pas un genre musical défini. Le contrat avec la Motown lui permet de faire des rencontres artistiques. Il rencontre Philip Lawrence et Ari Levine, avec qui, après la rupture de contrat avec la Motown, il formera l'équipe de compositeurs The Smeezingtons. À son arrivée à Los Angeles, il commence à écrire et composer des chansons. Il n'en a jamais ressenti le besoin à Hawaï, il explique que « ce n'est pas comme ce que l'on voit dans les films, lorsque l'on arrive à la maison de disques et on vous donne de bonnes chansons à chanter […] vous devez écrire la chanson que les gens vont vouloir écouter ».
En 2006, Philip Lawrence présente Mars à son futur manager, Aaron Bay-Schuck, d'Atlantic Records. Après l'écoute de plusieurs chansons jouées à la guitare, Bay-Schuck veut alors signer avec Mars un contrat immédiatement. Il faut presque trois années pour que ce dernier signe avec la major Atlantic Records. Pendant ce temps, Bay-Schuck « prête » Mars — avec ses coéquipiers Philip Lawrence et Ari Levine — comme compositeur pour les artistes de différents labels. Selon Bay-Schuck, le but de Mars est d'être un chanteur : il a la volonté d'écrire pour d'autres artistes, du moment que cela peut l'aider à s'améliorer dans son écriture et que cela lui permet de découvrir quel type d'artiste il veut être. Bay-Schuck appelle cette période la « découverte de soi ».
Avant d'être célèbre comme chanteur, Mars est connu pour ses créations musicales, avec des chansons écrites pour Alexandra Burke, Travie McCoy, Adam Levine, Brandy, Sean Kingston, Flo Rida et Lil Wayne,. Il coécrit également pour les Sugababes la chanson Get Sexy et crée les chœurs de leur album Sweet 7. Avant cela, sa première apparition comme chanteur se fait dans le deuxième album du groupe Far East Movement, Animal, en featuring sur la chanson 3D. Il apparaît également dans le single Love de Jaeson Ma en août 2009. Il prend de l'importance en tant que chanteur après avoir coécrit et être apparu dans les chansons Nothin' on You de B.o.B et Billionnaire de Travie McCoy. Ces deux chansons sont écrites avec ses partenaires Levine et Lawrence, durant une session d'écriture pour Lupe Fiasco, B.o.B et Travis McCoy, tous trois en contrat avec le label Atlantic Records, durant l'été 2009. Il dit d'eux : « Je pense que ces chansons n'étaient pas faites pour être chantées seulement par moi. Si j'avais dû chanter entièrement Nothin' on You, cela aurait sonné comme des chansons de R&B des années 1990 ». 

#### Doo-Wops and Hooligans(2009-2012)

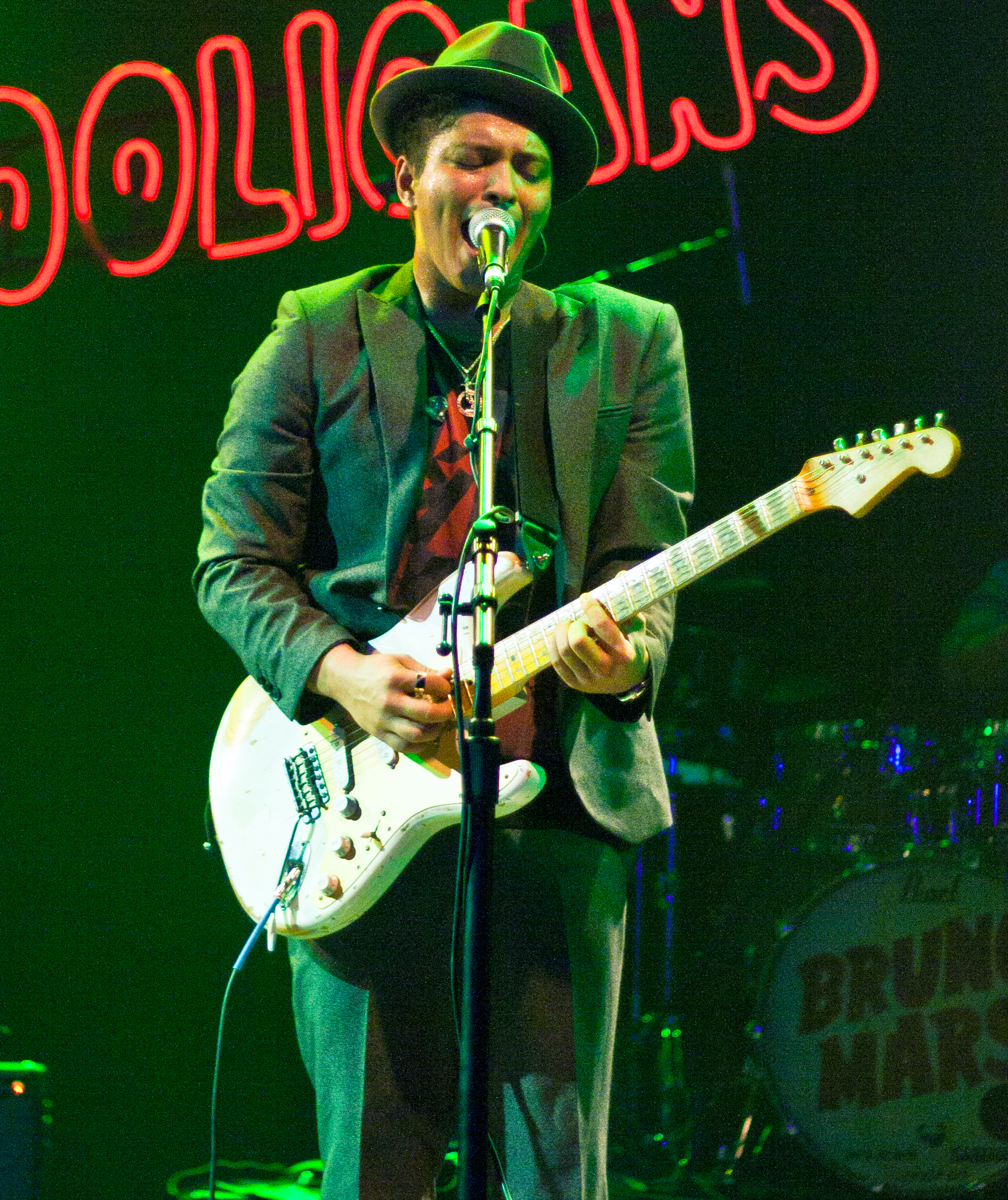
Bruno Mars en novembre 2010 à Houston au Texas.

L'EP[Quoi ?], annonçant la sortie d'un album, se positionne à la 99e place du Billboard 200 et permet la sortie du single The Other Side avec en featuring les rappeurs Cee Lo Green et B.o.B,. Mars collabore de nouveau avec Cee-Lo Green en août 2010, en coécrivant le single Fuck You! censuré en Forget You!, Green s'en sert de single pour son album The Lady Killer. Mars chante un medley de Nothin' on You et Airplanes avec B.o.B et Hayley Williams, aux MTV Video Music Awards 2010, le 12 septembre 2010.
Le premier album studio de Mars, Doo-Wops and Hooligans sort numériquement le 4 octobre et physiquement le 5 octobre 2010[réf. souhaitée]. Le single principal, Just the Way You Are, est publié le 19 juillet 2010 et atteint la 1re place du classement Billboard Hot 100. Le clip vidéo sort le 8 septembre 2010. Deux chansons paraissent sur iTunes Store comme singles promotionnels ; il s'agit de Liquor Store Blues, avec un featuring de Damian Marley, et de Grenade. Grenade, deuxième single commercial de Doo-Wops & Hooligans, est doté d'un clip vidéo le 22 novembre 2010. Le single devient lui aussi n.1 du Billboard Hot 100.
Il fait la première partie du groupe Maroon 5 durant la tournée d'automne pour promouvoir l'album Hands All Over, à partir du 6 octobre 2010. Mars accompagne Travie McCoy pour la tournée européenne qui débute le 18 octobre 2010.
Aux États-Unis, Doo-Wops & Hooligans débute à la troisième place au Billboard 200, lors de la semaine du 13 octobre 2010 en vendant 55 000 exemplaires. Cet album reçoit dans l'ensemble des critiques positives. Le clip du titre Liquor Store Blues avec Damian Marley est diffusé à partir du 3 mars 2011, suivi par le clip vidéo de The Lazy Song.
En février 2011, il est nommé à sept reprises aux 53e Grammy Awards, pour la meilleure chanson rap, la meilleure collaboration rap/chant, pour l' enregistrement de l'année avec les chansons Nothin' on You et Fuck You!, chanson de l'année avec Just the Way You Are, meilleure chanson pop d'un artiste masculin avec Just the Way You Are, et producteur de l'année avec The Smeezingtons, lors desquels il remporte le prix du meilleur chanteur pop avec la chanson Just the Way You Are.
Le 16 septembre 2011, Bad Meets Evil sort son troisième single Lighters, avec en apparition Mars. La chanson reçoit alors un accueil froid ; certains critiques reprochent à Bruno Mars de faire ce type de chanson. Le 22 septembre 2011, il est annoncé par le site internet de Mars que sa nouvelle chanson It Will Rain apparaîtra dans la bande originale The Twilight Saga: Breaking Dawn - Part 1 Original Motion Picture Soundtrack qui sort le 8 novembre 2011. Il participe également, début octobre 2011, à la chanson Young, Wild & Free pour le film Mac and Devin Go to High School avec les rappeurs Snoop Dogg et Wiz Khalifa avec un texte qui « aborde de manière décalée la drogue, le sexe et les soirées arrosées »,.
Le 30 octobre 2011, il interprète la chanson Runaway Baby sur la version britannique de The X Factor, et le 23 novembre 2011 sur la version américaine de The X Factor, It Will Rain,. Alors qu'il remporte le titre de révélation de l'année aux MTV Europe Music Awards à Belfast début novembre 2011, il interprète durant la cérémonie de récompense le single Marry You. Fin novembre 2011, Bruno Mars est sacré, lors de l'édition 2011 des American Music Awards, meilleur chanteur dans la catégorie Pop/Rock. Il participe à l'émission 1, rue Sésame, fin novembre 2011, où il interprète la chanson Don't Give Up. Mars est prénommé, puis nommé pour les NRJ Music Awards 2012 avec The Lazy Song pour la chanson internationale de l'année et en tant que révélation internationale de l'année,.

En février 2012, il est nommé à six reprises aux 54e Grammy Awards, pour l'enregistrement de l'année, chanson de l'année et meilleur chanteur pop pour la chanson Grenade, et album de l'année pour son premier album studio. À propos de la nomination de sa chanson Grenade, il explique : 

« Nous [les auteurs/compositeurs de la chanson] avons travaillé vraiment dur sur cette chanson, pendant trois mois, déchirant les feuilles de papier, essayant de faire arriver ce titre là. C’est bien que ça soit reconnu. Nous sommes fiers de cette chanson et nous espérons sortir victorieux à l’issue de la cérémonie des Grammy Awards. »

— Bruno Mars
En mars 2012, Bruno Mars confirme sur le réseau social Twitter qu'il travaille à un deuxième album Le 22 mars, Mars annonce avoir signé un contrat exclusif de publication avec BMG Chrysalis US.

#### Unorthodox Jukebox(2012-2014)
Début 2012, Mars se concentre pour la préparation de son deuxième album. Il travaille entre autres avec Benny Blanco, Paul Epworth, Rico Love, Mark Ronson, Jeff Bhasker, Diplo, Supa Dups et Dr. Luke,. En octobre, Mars dévoile le nom de son deuxième album Unorthodox Jukebox. Le titre est comparé au registre du groupe The Police. Bruno Mars note au cours d'une interview avec le magazine américain Billboard que ce deuxième album est plus varié musicalement en refusant « de prendre une voie »,. Il précise que cette variété musicale tient au fait qu'il « écoute beaucoup de musique » et qu'il « veut avoir une liberté et le luxe d'entrer en studio et de se dire : « Aujourd'hui, j'ai envie de faire du hip-hop, du RnB, de la soul ou un disque de rock ». »,. Pour son deuxième album, Mars est entré en studio en pouvant écrire et enregistrer ce qu'il voulait. « Cet album représente ma liberté », précise-t-il. L'album est un nouveau succès international et When I was Your Man et Locked Out Of Heaven se sont tous deux classés n.1 du Billboard Hot 100, les deux singles et Treasure se classent également dans le top 5 dans plusieurs pays.
En février 2013, Mars est nommé pour la meilleure chanson rap aux 55e Grammy Awards comme réalisateur et auteur de Young, Wild & Free, cependant il perd face à Niggas in Paris. Au cours de la cérémonie, il interprète avec Sting Locked Out of Heaven suivi par Walking on the Moon qui s'enchaîne sur un medley en mémoire de Bob Marley avec Rihanna, Ziggy Marley et Damian Marley,.
En juin 2013, le chanteur lance sa tournée The Moonshine Jungle Tour. Après la tournée d'été, Mars est abordé afin d'être l'artiste de la mi-temps du Super Bowl XLVIII au MetLife Stadium dans le New Jersey en février 2014.
En décembre 2013, le magazine américain Billboard décerne au chanteur le titre d'Artiste de l'année. Le 2 février 2014, il assure le spectacle de la mi-temps du Super Bowl XLVIII, suivi par le groupe Red Hot Chili Peppers.
En dehors de sa carrière musicale, Mars prête sa voix au personnage de Roberto dans le film Rio 2, sorti en salles le 20 mars 2014.
En octobre 2014, Bruno Mars annonce sa collaboration avec Mark Ronson pour le single Uptown Funk après plusieurs mois passés dans les studios de New York, Los Angeles, Vancouver, Memphis et Londres. La chanson devient par la suite un énorme succès commercial et atteint la première place en Australie, Canada, Nouvelle-Zélande, au Royaume-Uni mais également au Billboard Hot 100 pendant quatorze semaines. Le titre funk et soul est par la suite élu « Chanson de la décennie » aux Billboard Music Awards 2019. Selon Billboard, Mars est devenu le douzième musicien le plus riche de l'année 2014, avec un bénéfice de 18 839 681 dollars et est classé numéro un sur Forbes en 2014 sur la liste « 30 under 30 », un décompte des artistes les plus brillants de moins de 30 ans dans 15 domaines différents.
En outre, il était treizième de la liste des « célébrités les plus influentes du monde » avec des revenus estimés de 60 millions de dollars en 2014.
Après la fin de la tournée Moonshine Jungle Tour, Mars commence à travailler à son troisième album studio fin 2014, information sous-entendue dans un message écrit par Mars sur Facebook : « Maintenant, il est temps de commencer à écrire le chapitre 3 ».
Auparavant, le chanteur donne quelques détails de son futur album dans une interview à that's Shanghai, confirmant Mark Ronson et Jeff Bhasker en tant que producteurs de cet opus. Il a ajouté : « Je veux écrire de meilleures chansons, les interpréter à travers de meilleurs spectacles, faire de meilleurs clips vidéo. Je veux que mon prochain album soit meilleur que le premier et le second ». Il a expliqué le processus d'écriture de ses chansons « Je ne m'assois pas et je me dis que « Je vais écrire une chanson ». L'inspiration arrive subitement dans mon esprit : quand je suis dehors ou juste avant d'aller me coucher. Une idée soudaine arrive et parfois je réussis à la transformer en paroles le lendemain ; ça peut me prendre une année pour obtenir quelque chose de réel. Vous ne pouvez pas forcer la créativité ». Par ailleurs, Mark Ronson a révélé dans une interview qu'il ne s'est pas réuni avec Mars depuis la production de Uptown Funk.
Le 8 septembre 2015, Entertainment Weekly est le premier magazine à signaler l'invitation faite à Bruno Mars pour effectuer un spectacle de la mi-temps du Super Bowl 50, et Billboard a révélé que l'offre comprenait le titre Uptown Funk. Le 2 décembre 2015, il a été annoncé que Coldplay serait en tête d'affiche du spectacle de mi-temps du Super Bowl 50 le 7 février 2016,.
Plus tard, le 8 janvier 2016, l'artiste Beyoncé confirme sa présence en tant qu'invitée spéciale au spectacle et plusieurs rumeurs d'apparition de Mars circulent. Près d'un mois plus tard, le 5 février Mars confirme qu'il sera également un invité spécial à la mi-temps du Super Bowl 50. L'invitation de Mars avec Beyoncé au spectacle fait de Mars le quatrième artiste à avoir tenu la mi-temps du Super Bowl à deux reprises (y compris Justin Timberlake et Nelly), seulement dépassé par Gloria Estefan (trois fois). Les estimations de Nielsen confirment que le spectacle a été regardé par 1 119 millions de téléspectateurs, devenant ainsi le troisième spectacle de la mi-temps le plus regardé dans l'histoire avec Katy Perry et Mars comme interprètes de gros titre.

#### 24K Magic(2016-2018)
Début octobre 2016, Bruno Mars annonce officiellement son retour avec un nouveau single 24K Magic qui sort le 7 octobre 2016. La vidéo dépasse le million de vues sur Youtube en 24h seulement.
Le magazine Rolling Stone classe le troisième album de Mars comme le plus attendu de l'année 2016.
Le 18 novembre 2016 sort son troisième album. Il se classe immédiatement numéro un des ventes dans 94 pays.
Les 4 singles de l’album (24K Magic, That’s What I Like, Versace on the Floor et Finesse), dont les clips sont réalisés par l’artiste lui-même, cumulent à eux quatre près de quatre milliards de vues sur YouTube.
Mars annonce également une tournée, afin de promouvoir ce dernier, le 24K Magic World Tour. Il part alors pour 21 mois de tournée mondiale, pour en faire la 8e tournée la plus lucrative de tous les temps.
Ce troisième album est un succès colossal, en ventes comme en critiques. Grâce à celui-ci, Mars sera couronné de 7 American Music Awards dont celui de « Artiste de l’année » en 2017 et de 7 Grammy Awards dont « Meilleur Album », « Meilleur chanson » et « Meilleur enregistrement » en 2018.
Mars se fait alors plus discret une fois sa tournée achevée. Fin 2018, il se trouve aux côtés des rappeurs Gucci Mane et Kodak Black en collaboration de Wake Up In The Sky.
L’année 2019 étant plus calme, avec une collaboration avec Cardi B pour le titre Please Me et une avec Ed Sheeran et Chris Stapleton pour Blow, dont il se charge de la réalisation des clips.
Début 2020, un accord avec Disney permet à Mars de composer et d'interpréter toutes les chansons d’un futur film musical du célèbre studio.

#### Silk Sonic (depuis 2021) et diversification
Alors que la pandémie de Covid-19 plonge le monde dans un état de confinement inédit, Bruno Mars, qui prévoyait initialement de partir en tournée avec un nouvel album à promouvoir, choisit de « s’enfermer » en studio avec le rappeur et batteur Anderson .Paak pour un projet commun baptisé « Silk Sonic ».
Le 26 février 2021, Mars annonce aux réseaux sociaux la sortie du premier single Leave The Door Open pour le 5 mars 2021.
Le titre se place rapidement à la première place du Billboard Hot 100, ce qui en fait le 8e single n°1 de la carrière de Mars.
S’ensuivent alors deux autres singles Skate qui rythmera l’été et Smokin Out The Window une semaine avant la sortie de l’album, qui paraissent respectivement le 30 juillet 2021 et le 5 novembre 2021.
Le 12 novembre 2021, sort l’album très attendu intitulé An Evening with Silk Sonic. S'y trouve notamment Bootsy Collins, Thundercat et Babyface. L’album atteint rapidement le milliard de streams dans Spotify et les clips, également réalisés par Bruno Mars, accumulent les centaines de millions de vues dans Youtube.
Le groupe se produit tout au long de l’année 2021 lors de prestigieuses cérémonies (Grammy Awards, American Music Awards, Soul Train Music Awards, iHeartRadio Music Awards) et récolte par la même occasion de nombreuses récompenses notamment « Meilleur Groupe », « Meilleur album R&B » et « Vidéo de l’année »[réf. nécessaire]. Bruno Mars remporte même le prix de « Meilleur Réalisateur » pour le clip de Leave The Door Open lors des  BET Awards 2021, une première historique pour le chanteur.
Silk Sonic est par ailleurs nommé dans quatre grandes catégories des Grammy Awards 2022 dont « Meilleure chanson » et « Meilleur enregistrement ».
Mars & Paak ont également annoncé une série de vingt-cinq concerts entre le 25 février et le 29 mai 2022 à Las Vegas.
Parallèlement à tous ces projets musicaux, l’artiste superstar lance sa marque de vêtements en collaboration avec Lacoste appelée « Ricky Regal », et crée aussi sa propre production d’alcool de luxe : « SelvaRey ».
Bruno Mars s’associe également avec la célèbre marque de guitare Fender dont il signe un modèle unique de Stratocaster. Il est aussi numérisé et introduit dans le jeu vidéo phénomène Fortnite, avec son acolyte Anderson .Paak ainsi que tous les tubes de Silk Sonic.
En 2024, Mars ouvre son propre bar lounge et club de jazz appelé « The Pinky Ring », dans le célèbre hôtel Bellagio à Las Vegas.

#### Duos à succès, 2024-2025
Bruno Mars obtient deux gros hits mondiaux, d'abord avec Lady Gaga, avec la chanson Die with a Smile, sortie en 2024 et no 1 aux États-Unis début 2025, puis avec une autre chanteuse, Rosé, avec le single Apt. (en).

## Vie privée
Depuis 2011, il partage la vie de Jessica Caban, une actrice et modèle photo, ayant remporté l'émission de télé-réalité Model Latina. Elle est d'origine portoricaine.

## Influences et style musical

### Influences
Mars est influencé par des artistes RnB comme Keith Sweat, Jodeci et R. Kelly, aussi bien que par le rock 'n' roll des années 1950 et les sons de la Motown. Il cite ainsi comme influence Elvis Presley, Michael et Janet Jackson, Prince ou encore Tupac Shakur. Au lycée, il commence à découvrir des groupes de rock comme The Police, Led Zeppelin, et les Beatles.
Tous ces genres de musique influencent le style musical de Mars ; il observe que « Ce n'est pas facile [de créer] une chanson avec un mélange de rock, de soul et de hip-hop, et il n'y a qu'une poignée de gens capables ». Mars est également un fan d'Alicia Keys, Jessie J, et de The Saturdays.

### Style musical

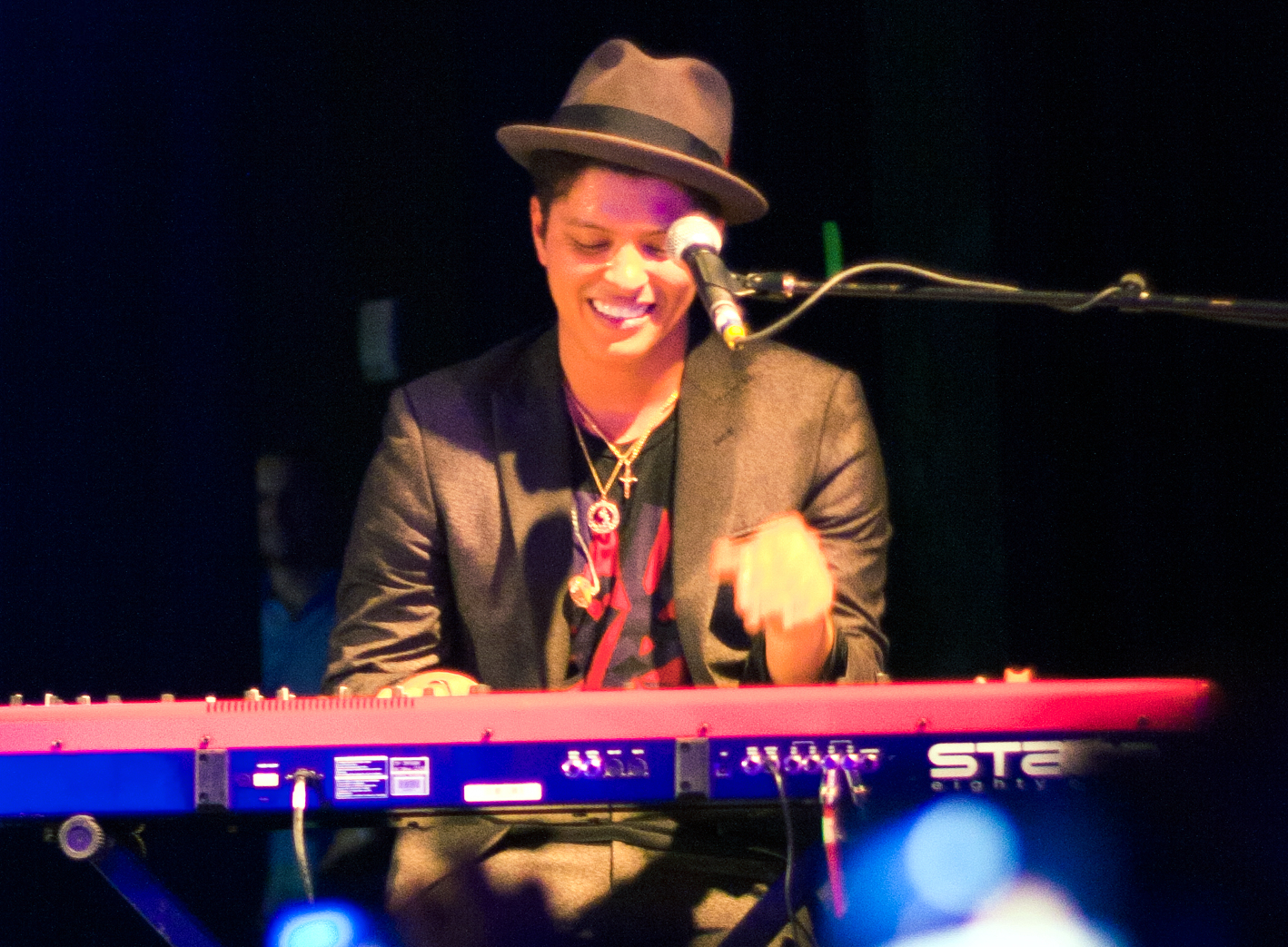
Bruno Mars le 24 novembre 2010. Mars sait jouer de plusieurs instruments de musique dont le piano, la guitare, la basse, et les congas.

La musique de Bruno Mars provient de différents styles musicaux dont la pop, le rock, le reggae, le r'n'b, la soul, et le hip-hop. Bien que la voix de Mars soit décrite comme douce en raison de sa voix de tête, ses collègues disent d'elle : « Ce que les gens ne savent pas c'est qu'il y a une voix plus sombre dans [son] ventre ». Mars lui-même dit : « Je faisais les chœurs pour les filles au lycée ». Jon Caramanica du New York Times le caractérise comme « un des chanteurs les plus polyvalents et accessibles dans la pop, avec de la lumière, une voix aux influences soul avec une adaptation naturelle à n'importe quel style musical, un donneur universel ». D'autres comme le site PopCrush, le décrivent comme un « doux et émouvant crooner ».
Mars revendique également l'influence de son travail avec d'autres artistes sur son style musical, expliquant que « Nothin' on You a une influence Motown », Billionaire joué à la guitare est teintée d'influences reggae et que sa favorite est celle de Cee-Lo Green avec Fuck You! : « Je ne pense pas qu'un autre aurait pu chanter cette chanson », puis « il y a Just the Way You Are. Si vous connaissez mon histoire, vous savez que j'aime différents genres musicaux ». Il cite le doo-wop comme son influence dominante dans la musique, se référant à ce genre comme « des chansons d'amour simples — si charmantes, simples et romantiques ». Il est influencé par le reggae parce qu'« à Hawaï quelques-unes des grandes radios ont un style reggae. Les groupes locaux sont largement influencés par Bob Marley. La musique permet aux gens d'être ensemble. Ce n'est pas de la musique urbaine ou de la pop musique. C'est juste une chanson. Cela permet un mélange. La chanson en premier ». Les paroles de nombreuses chansons de Mars sont décrites comme positives et optimistes. Des sujets plus difficiles sont abordés dans Grenade, Liquor Store Blues ou Talking to the Moon, qui détaillent des mauvaises relations humaines ou des comportements d'autodestruction,.

## Affaires judiciaires
Le 19 septembre 2010, Bruno Mars est arrêté à Las Vegas pour possession de cocaïne. Au moment de son interpellation par un agent de police, l'auteur-compositeur-interprète dit n'avoir jamais utilisé de drogue auparavant,. Après un deuxième report de la date d'audience, le 4 février 2011, il plaide coupable et est condamné à une peine de deux cents heures de travaux d'intérêt général et une amende de 2 000 dollars.

## Controverses
Après avoir menacé de « poignarder en plein œsophage » Bruno Mars dans la chanson Yonkers, Tyler, The Creator récidive avec des insultes à caractère homophobe à l'encontre de Bruno Mars dans la chanson de Game, Martians Vs. Goblins extraite de l'album The RED. Album.
En décembre 2012, Bruno Mars se voit publiquement accusé d'avoir plagié Baby I'm yours de l'artiste français Breakbot dans son titre Treasure par Breakbot lui-même. Mars avait tenté en vain d'obtenir l'autorisation de reprendre la chanson française, avant d'enregistrer Treasure pour son album. Breakbot est finalement ajouté aux côtés des auteurs-compositeurs du titre de Mars aux crédits officiels du titre.

## Discographie
- 2010 : Doo-Wops & Hooligans
- 2012 : Unorthodox Jukebox
- 2016 : 24K Magic
- 2021 : An Evening with Silk Sonic (avec Anderson .Paak)

## Filmographie

### Cinéma
- 1992 : Lune de miel à Las Vegas d'Andrew Bergman : Elvis, le jeune
- 2014 : Rio 2 de Carlos Saldanha : Roberto (voix)

### Télévision
- 2016 : Jane the Virgin (série télévisée) : lui-même (saison 2, épisode 22)
- 2020 : Miss Farah (série télévisée) : lui-même (saison 2, épisode 22)

## Tournées
- 2010 - 2012 : The Doo-Wops & Hooligans Tour
- 2013 - 2014 : The Moonshine Jungle Tour
- 2017 - 2018 : The 24K Magic World Tour

## Distinctions
En 2011, il est nommé à sept reprises aux 53e Grammy Awards, pour meilleure chanson rap, meilleure collaboration rap/chant, enregistrement de l'année avec les chansons Nothin' on You et Fuck You!, chanson de l'année avec Just the Way You Are, meilleure chanson pop d'un artiste masculin avec Just the Way You Are, et producteur de l'année avec The Smeezingtons, lors desquels il remporte le prix du meilleur chanteur pop avec la chanson Just the Way You Are.
L'année suivante, en 2012, il est nommé à six reprises aux 54e Grammy Awards, pour l'enregistrement de l'année, chanson de l'année et meilleur chanteur pop pour la chanson Grenade, et album de l'année pour son premier album studio.
- 7 Grammy Awards pour son album 24K Magic (2018)
- 6 American Music Award pour son album 24K Magic (2017)
- 1 Grammy Awards du meilleur chanteur pop (2011)
- 2 American Music Award du meilleur chanteur dans la catégorie Pop/Rock (2011, 2017)
- 1 American Music Award du meilleur artiste de l'année (2017)
- 2 MTV Europe Music Awards dont de la révélation de l'année (2011)
- 1 Brit Awards de l'artiste international de l'année (2012)
- 1 People choice Award de l'artiste masculin de l'année (2012)
- 2 NRJ Music Awards de l'artiste masculin international de l'année (2013, 2014)
- 2 MTV Video Music Awards pour la meilleure vidéo d'un artiste masculin de l'année et la meilleure chorégraphie de l'année (2013)
- 1 MTV Europe Music Awards de la chanson de l'année (Locked Out Of Heaven) (2013)
- 1 Grammy Awards pour la meilleure performance vocale Pop sur l'album Unorthodox Jukebox (2014)
- 1 Brit Awards de l'artiste international de l'année (2014)
- 2 NRJ Music Awards dont un d'honneur pour l'ensemble de sa carrière (2016)
- 2 BET Awards pour le "meilleur artiste masculin Pop/RnB" et "meilleur vidéo de l'année" (2017)